# Jelle Florizoone
Jelle Florizoone (né à Ostende, le 22 septembre 1995) est un acteur flamand. Il est principalement connu pour son film Sur le chemin des dunes et son rôle dans la série flamande Rox.

## Biographie
Il débute dans le film flamand Sur le chemin des dunes, qui raconte l'histoire d'amour de deux adolescents homosexuels, dans les années 1960. Le film sort le 14 mars 2011.
En janvier 2011, il joue dans la série fiction Rox, diffusée sur Ketnet.
En 2012 il a joué un rôle secondaire dans Allez, Eddy !. Peu après, on le retrouve dans le rôle principal du court-métrage Corps perdu.

## Filmographie

### Cinéma
- 2011 : Sur le chemin des dunes (Noordzee, Texas) de Bavo Defurne : Pim[2]
- 2012 : Corps perdu de Lukas Dhont : Miller
- 2012 : Allez, Eddy ! de Gert Embrechts : Albrecht
- 2013 : Marina de Stijn Coninx : Ward[3]

### Télévision
- 2011 : Rox de Matthias Temmermans : Rick
- 2013 : Aspe de Kurt Vervaeren : Michiel